# Colònia britànica de Maurici
La colònia britànica de Maurici fou un territori britànic format per l'Illa Maurici, l'illa Rodrigues, les illes Chagos i illes properes, Agalega i Saint Brandon (o Cargados o Carajos), i entre 1810 i 1903 també les illes Seychelles i dependències, que va existir entre el 4 de desembre de 1810 (possessió reconeguda formalment el 1814 pel tractat de París) i la independència el 12 de març de 1968.
Entre 1834 i 1839 es va abolir l'esclavatge i els propietaris d'esclaus de l'illa foren compensats per les pèrdues. Això va portar a una considerable manca de mà d'obra que es va poder solucionar portant milers de treballadors de l'Índia; en teoria havien de retornar al acabar el seu contracte però la major part va decidir restar a l'illa; eren tant nombrosos que aviat van esdevenir la majoria de la població.
La primera institució representativa fou atorgada el 1885, i van seguir les noves concessions el 1901, 1904 (just després de la segregació de Seychelles) i 1912. La seva població el 1911 era de 378.083 habitants incloent les dependències (ja separades les Seychelles) que tenien 6.690 habitants. La població era en majoria d'origen indi (258.251) sent la resta negres, blancs, i xinesos. El 1911 els catòlics eren 122.424 (protestants 6.946) i els indis eren en majoria hinduistes. El 1929 la població havia pujat a 415.543 habitants dels quals 54.147 residien a la capital. Els catòlics estaven a la baixa (117.491 el 1921). El 1947 es va promulgar una nova constitució que per primera vegada emancipava a les dones. Amb les independències africanes als anys seixanta, l'illa va seguir el mateix camí, accedint a la independència el 1968.

## Governadors
- 29 de novembre de 1810 - 4 de desembre de 1810 John Abercromby (comandant militar)
- 1810 - 1823 Robert Townsend Farquhar (28 de juliol de 1821, Sir Robert Townsend Farquhar)
- 1811 Henry Warde (suplent de Farquhar)
- 1817 - 1818 Gage Hall (suplent de Farquhar)
- 1818 - 1819 John Dalrymple (suplent de Farquhar)
- 1819 - 1820 Ralph Darling (suplent de Farquhar)
- 1823 Ralph Darling (interí)
- 1823 - 1828 Sir Galbraith Lowry Cole
- 1828 - 1833 Sir Charles Colville
- 1833 - 1840 Sir William Nicolay
- 1840 James Power (interí)
- 1840 - 1842 Sir Lionel Smith (b. 1778 - d. 1842)
- 1842 William Staveley (interí) (b. 1784 - d. 1854)
- 1842 - 1849 Sir William Maynard Gomm (b. 1784 - d. 1875)
- 1849 Thomas Blanchard (interí)
- 1849 - 1850 Sir George William Anderson (b. 1791 - d. 1857)
- 1850 - 1851 William Sutherland (interí)
- 1851 - 1857 Sir James Macaulay Higginson (b. 1805 - d. 1885)
- 1854 - 1855 William Sutherland (suplent de Higginson)
- 1855 C.M. Hay (suplent de Higginson)
- 1857 - 1863 Sir William Stevenson (b. 1805 - d. 1863)
- 1863 M.G. Johnstone (interí)
- 1863 - 1870 Sir Henry Barkly (b. 1815 - d. 1898)
- 1870 -1871 E. Selby Smith (interí)
- 1871 - 1874 Sir Arthur Charles Hamilton-Gordon (b. 1829 - d. 1912)
- 1871 E. Selby Smith (suplent de Hamilton-Gordon)
- 1871 - 1872 Edward Norton (suplent de Hamilton-Gordon)
- 1873 Edward Norton (segona vegada, suplent de Hamilton-Gordon)
- 1874 Edward Norton (tercera vegada, interí)
- 1874 - 1878 Sir Arthur Purves Phayre
- 1878 - 1879 Frederick Napier Broome (interí)
- 1879 - 1880 Sir George Ferguson Bowen (b. 1821 - d. 1899)
- 1880 - 1883 Sir Frederick Napier Broome (segona vegada)
- 1883 Charles Bruce (interí)
- 1883 - 1889 Sir John Pope Hennessy (suspes 14 de desembre de 1886 a 12 de juliol de 1887)
- 1884 Henry Nicholas Duverger-Beyts (suplent de Hennessy)
- 1886 Henry Nicholas Duverger-Beyts (segona vegada, suplent de Hennessy)
- 1886 Sir Hercules George Robert Robinson (suplent de Hennessy)
- 1886 - 1887 William Hanbury Hawley (suplent de Hennessy)
- 1887 - 1888 Francis Fleming (suplent de Hennessy)
- 1888 T.E.A. Hall (suplent de Hennessy)
- 1889 Francis Fleming (interí)
- 1889 T.E.A. Hall (interí, segona vegada
- 1889 - 1892 Sir Charles Cameron Lees
- 1892 - 1897 Hubert Edward Henry Jerningham (2 de gener de 1893, Sir Hubert Edward Henry Jerningham, interí fins al 20 setembre 1892)
- 1894 Charles Anthony King-Harman (suplent de Jerningham)
- 1896 Charles Anthony King-Harman (segona vegada, suplent de Jerningham)
- 1897 Charles Anthony King-Harman (tercera vegada, interí)
- 1897 - 1903 Sir Charles Bruce
- 1900 - 1901 Graham John Bower (suplent de Bruce)
- 1903 - 1904 Graham John Bower (segona vegada, interí)
- 1904 - 1911 Sir Cavendish Boyle
- 1906 Graham John Bower (tercera vegada, suplent de Boyle)
- 1908 - 1909 Graham John Bower (quarta vegada, suplent de Boyle)
- 1911 George Smith (interí)
- 1911 - 1916 John Robert Chancellor (3 de juny de 1913, Sir John Robert Chancellor)
- 1914 John Middleton (suplent de Chancellor)
- 1916 John Middleton (segona vegada, interí)
- 1916 - 1924 Sir Henry Hesketh Joudou Bell
- 1919 John Middleton (tercera vegada, suplent de Bell)
- 1921 Edward Brandis Denham (suplent de Bell)
- 1922 - 1923 Edward Brandis Denham (segona vegada, suplent de Bell)
- 1924 - 1925 Edward Allan Grannum (interí)
- 1925 - 1929 Sir Herbert James Read
- 1926 Edward Allan Grannum (segona vegada, suplent de Read)
- 1927 - 1928 Edward Allan Grannum (tercera vegada, suplent de Read)
- 1929 - 1930 Sir Edward Allan Grannum (quarta vegada, interí)
- 1930 - 1937 Wilfrid Edward Francis Jackson (3 de juny de 1931, Sir Wilfrid Edward Francis Jackson)
- 1932 - 1933 Edward Walter Evans (suplent de Jackson)
- 1934 Edward Walter Evans (segona vegada, suplent de Jackson)
- 1936 Edward Walter Evans (tercera vegada, suplent de Jackson)
- 1937 Edward Walter Evans (quarta vegada, interí)
- 1937 - 1942 Sir Bede Edward Hugh Clifford
- 1940 Sydney Moody (suplent de Clifford)
- 1942 Sydney Moody (segona vegada, interí)
- 1942 - 1948 Sir Donald Mackenzie-Kennedy
- 1945 - 1946 Sydney Moody (tercera vegada, suplent de Mackenzie-Kennedy)
- 1947 - 1948 Sydney Moody (quarta vegada, suplent de Mackenzie-Kennedy)
- 1948 - 1949 James Dundas Harford (interí)
- 1949 - 1954 Sir Hilary Rudolph Robert Blood
- 1950 James Dundas Harford (segona vegada, suplent de Blood)
- 1952 James Dundas Harford (tercera vegada, suplent de Blood)
- 1954 Robert Newton (interí)
- 1954 - 1959 Sir Robert Scott
- 1956 - 1957 Robert Newton (segona vegada, suplent de Scott)
- 1959 Robert Newton (tercera vegada, interí)
- 1959 - 1962 Sir Colville Montgomery Deverell
- 1961 Thomas Douglas Vickers (suplent de Deverell)
- 1962 Thomas Douglas Vickers (segona vegada, interí)
- 1962 - 1968 Sir John Shaw Rennie
- 1964 Thomas Douglas Vickers (tercera vegada, suplent de Rennie)
- 1966 Thomas Douglas Vickers (quarta vegada) (suplent de Rennie)